# Boris Dmitrijewitsch Gibalin
Boris Dmitrijewitsch Gibalin (* 24. April 1911 in Njasepetrowsk; † 5. Mai 1982 in Jekaterinburg) war ein russischer Komponist.

## Leben und Werk
Gibalin war Schüler der Komponisten Markijan Frolow in Jekaterinburg (vormals Swerdlowsk) und von Nikolai Mjaskowski in Moskau.
Seit 1948 bis 1952 wirkte Gibalin als künstlerischer Leiter der Swerdlowsker Philharmonie. Anschließend wirkte er als Direktor des Mussorgski-Konservatoriums in Jekaterinburg.
Gibalin schrieb sechs Rundfunkopern für  Kinder, eine Klaviersonate (1937, umgearbeitet 1952), ein Concertino für Klavier und Orchester (1938), ein Streichquartett (1953), zwei Symphonien (Es dur 1939, D dur 1955), ein Konzert für Klavier und Orchester (1959), die Choralsuite Uralskije byli (1950, „Geschichten aus dem Ural“), die Kantate Polja rodnyie (1952, „Die heimatlichen Felder“), den Chorzyklus Stschastje trudnych dorog (1964), „Das Glück der mühsamen Wege“ sowie einige Chorkantaten und -suiten, Lieder und Volksliedbearbeitungen.